# Marsupial Editora
Marsupial Editora é uma editora brasileira fundada em 2013 pelo editor Lucio Luiz, com objetivo de publicar livros nas áreas de Educação, Comunicação e Tecnologia, além de livros infantojuvenis. Seu primeiro lançamento foi o livro Os quadrinhos na era digital, que contou com autores como Edgar Franco, Paulo Ramos e Octavio Aragão. Em 2014, criou o selo Jupati Books para publicar quadrinhos, tendo como primeiro lançamento o livro A Vida com Logan: para ler no sofá, que ganhou o 27.º Troféu HQ Mix na categoria "publicação de tiras".